# Les Chatouilles
Les Chatouilles è un film francese del 2018 diretto e scritto da Andréa Bescond e Eric Métayer.